# Jeffrey Chiesa
Jeffrey Scott Chiesa (Bound Brook, 22 juni 1965) is een Amerikaans politicus van de Republikeinse Partij. Hij was senator voor New Jersey van 6 juni 2013 tot 31 oktober 2013, als tijdelijk opvolger van de overleden Democraat Frank Lautenberg. Eerder was hij procureur-generaal van New Jersey van 2012 tot 2013 onder gouverneur Chris Christie. Hij is geen kandidaat voor de aankomende verkiezing.
- Gemeinsame Normdatei: 170686361
- Biographical Directory of the United States Congress: C001100
- Virtual International Authority File: 203136868